# Cyphocharax
Genre
Cyphocharax est un genre de poissons téléostéens de la famille des Curimatidae et de l'ordre des Characiformes. Il regroupe plusieurs espèces de poissons américains.

## Liste d'espèces
Selon World Register of Marine Species (12 février 2021) :
- Cyphocharax abramoides (Kner, 1858)
- Cyphocharax aninha Wosiacki & Miranda, 2014[2]
- Cyphocharax aspilos Vari, 1992
- Cyphocharax biocellatus Vari, Sidlauskas & Le Bail, 2012[3]
- Cyphocharax boiadeiro Melo, 2017
- Cyphocharax derhami Vari & Chang, 2006
- Cyphocharax festivus Vari, 1992
- Cyphocharax gangamon Vari, 1992
- Cyphocharax gilbert (Quoy & Gaimard, 1824)
- Cyphocharax gillii (Eigenmann & Kennedy, 1903)
- Cyphocharax gouldingi Vari, 1992
- Cyphocharax laticlavius Vari & Blackledge, 1996
- Cyphocharax leucostictus (Eigenmann & Eigenmann, 1889)
- Cyphocharax magdalenae (Steindachner, 1878)
- Cyphocharax meniscaprorus Vari, 1992
- Cyphocharax mestomyllon Vari, 1992
- Cyphocharax microcephalus (Eigenmann & Eigenmann, 1889)
- Cyphocharax nagelii (Steindachner, 1881)
- Cyphocharax nigripinnis Vari, 1992
- Cyphocharax oenas Vari, 1992
- Cyphocharax pantostictos Vari & Barriga S., 1990
- Cyphocharax pinnilepis Vari, Zanata & Camelier, 2010
- Cyphocharax platanus (Günther, 1880)
- Cyphocharax plumbeus (Eigenmann & Eigenmann, 1889)
- Cyphocharax punctatus (Vari & Nijssen, 1986)
- Cyphocharax saladensis (Meinken, 1933)
- Cyphocharax sanctigabrielis Melo & Vari, 2014[4]
- Cyphocharax santacatarinae (Fernández-Yépez, 1948)
- Cyphocharax signatus Vari, 1992
- Cyphocharax spilotus (Vari, 1987)
- Cyphocharax spiluropsis (Eigenmann & Eigenmann, 1889)
- Cyphocharax spilurus (Günther, 1864)
- Cyphocharax stilbolepis Vari, 1992
- Cyphocharax vanderi (Britski, 1980)
- Cyphocharax vexillapinnus Vari, 1992
- Cyphocharax voga (Hensel, 1870)

## Galerie

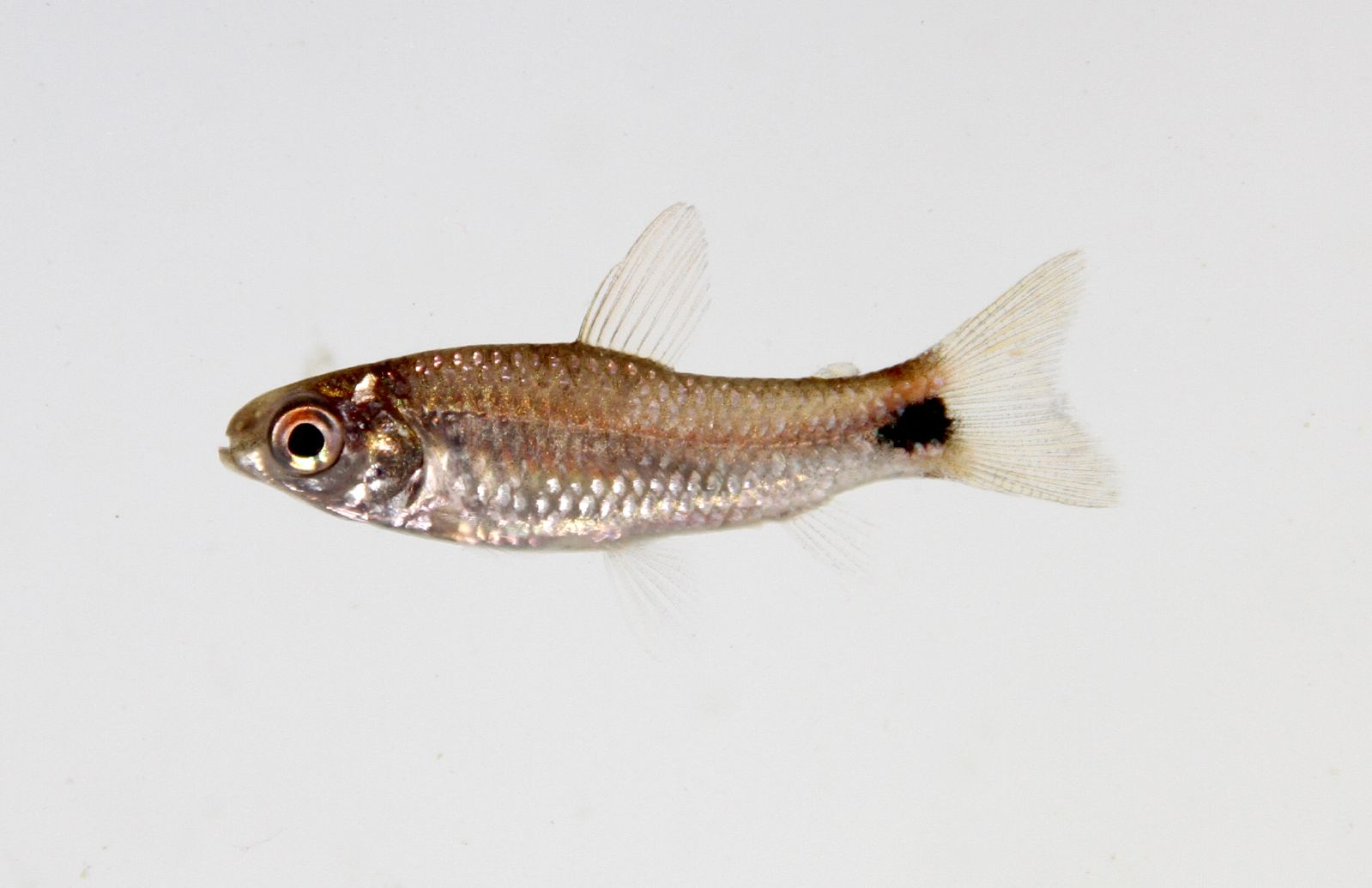
Cyphocharax sp.
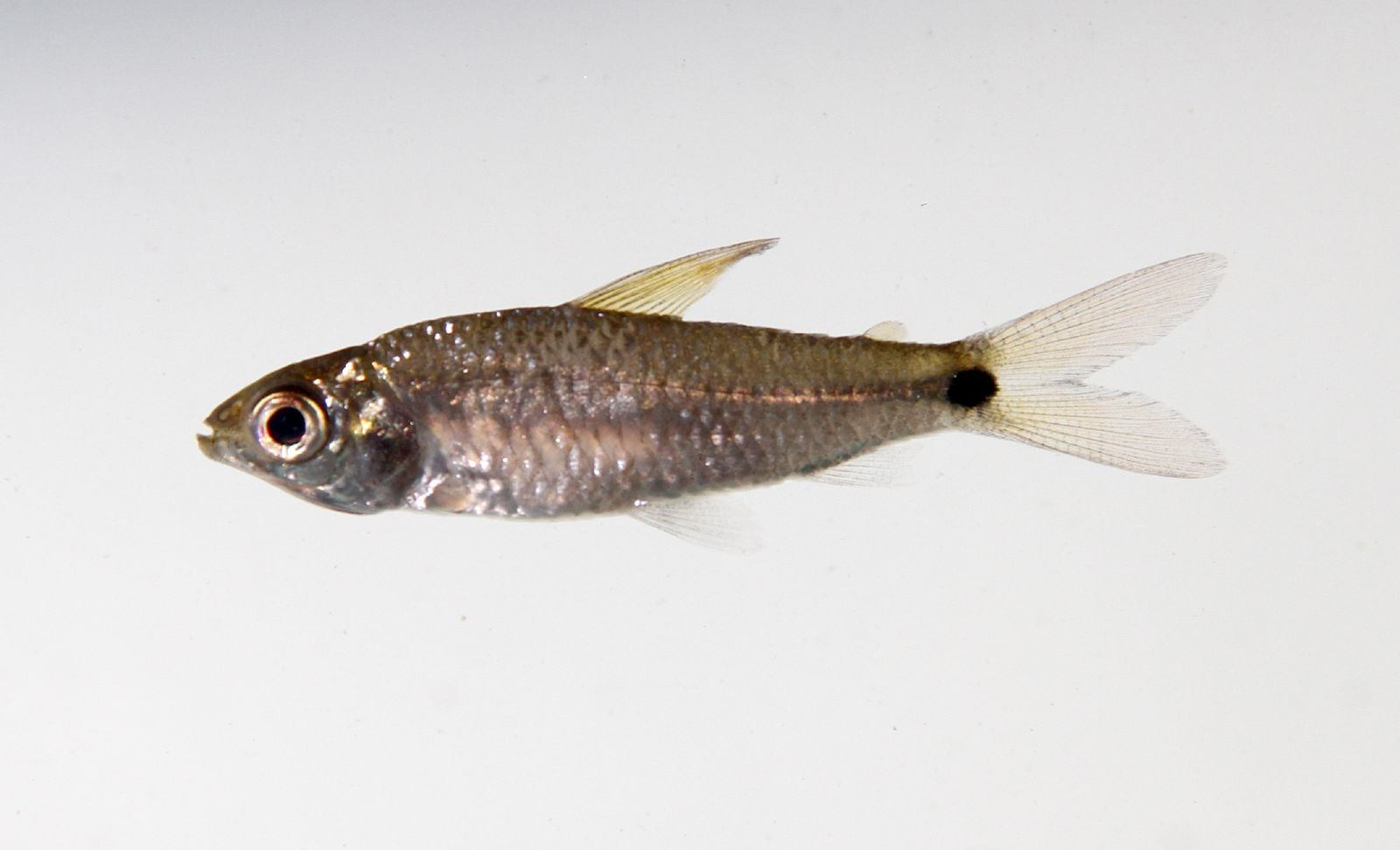
Cyphocharax sp.